# Hans Drakenberg
Hans Drakenberg (Stockholm, 1901. február 4. – Malmö, 1982. november 1.) világbajnok, olimpiai ezüstérmes svéd párbajtőrvívó.